# Prawa miejskie

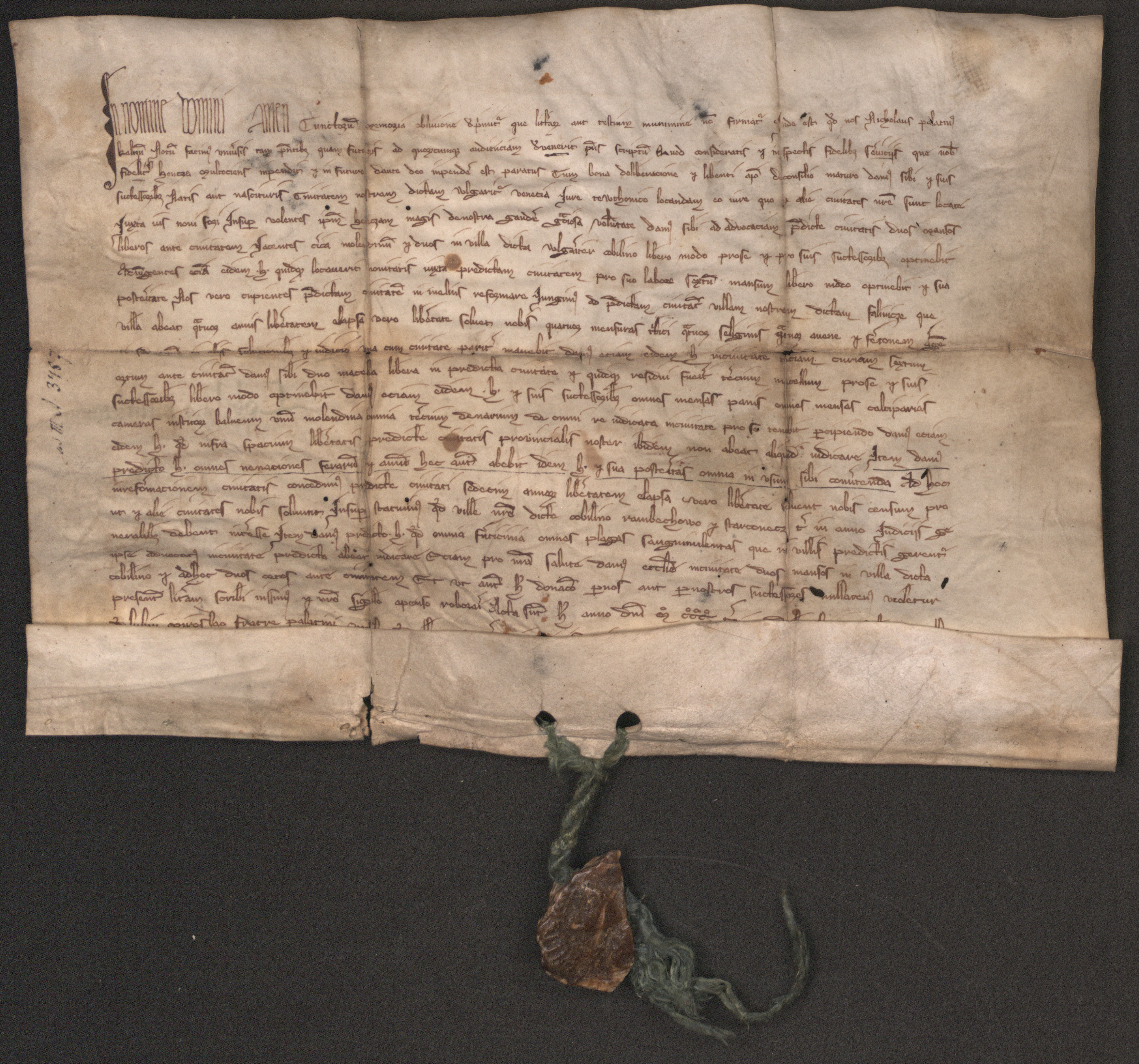
Akt nadania praw miejskich Kobylinowi

Prawa miejskie – zbiór praw dotyczący mieszkańców miasta, szczególnie istotny w średniowieczu, gdyż wyjmował mieszczan spod jurysdykcji prawa ziemskiego (tzw. prawo dworskie).

## Historia

### Lokacja miast
Początki nadawania praw miejskich w Polsce są związane z kolonizacją nowych terenów w XIII w., czyli tak zwanymi lokacjami, gdy możnowładca ściągał na swój teren osadników, którzy karczowali lasy i budowali nową osadę (zobacz zasadźca). Aby zachęcić osadników do zmiany miejsca, przyznawano im nowe prawa. Pierwotnie kolonia przybyszów uzyskiwała immunitet sądowy, a wójt lub sołtys reprezentujący monarchę był powoływany z grona jej członków, następnie w miejsce immunitetów wprowadzano prawa miejskie. W Polsce pojawienie się praw miejskich przyniosło pierwsze elementy prawa rzymskiego, ponieważ wcześniejsze prawa ziemskie czy prawo lenne nie miały z nim większego związku.
Niejednokrotnie uzyskanie praw miejskich nie zmieniło faktu, że w dalszym ciągu miasto takie było jedynie z nazwy, herbu i przywileju. Osada pozbawiona możliwości rozwoju mogła dalej prowadzić życie typowo wiejskie, a główną działalnością jej mieszkańców była uprawa łanów ziemi przydzielonych przez właściciela.
Prawa miejskie nadawane były przez władcę na wniosek pana i obejmowały między innymi przywilej targowy, pozwolenie na swobodne uprawianie rzemiosła, prawo składu i prawo mili, prawo sądowe (spory rozstrzygał sąd) i związane z nim prawo miecza, czyli prawo do orzekania wyroków śmierci i określające jakie rodzaje kar, za jakie przestępstwa można wykonywać (wiązało się to między innymi z powołaniem instytucji kata), prawo do wznoszenia fortyfikacji (które władca przekazywał miastu). Mieszkańcy miast mieli też niekiedy przyznawany przywilej zwalniający ich od płacenia ceł na obszarze całego kraju. Jedną z najważniejszych cech przywileju lokacyjnego miasta była zasada zbiorowego władania nadaną ziemią. Prowadziło to do ukształtowania specyficznego charakteru samorządu miejskiego.

### Typy praw miejskich w Polsce
Prawa miejskie różniły się między sobą. Na prawie magdeburskim lokowano głównie miasta Śląska oraz inne znaczące miasta Małopolski, Wielkopolski i Rusi Czerwonej m.in. Kraków, Poznań, Lwów. Miasta Prus Królewskich otrzymały przywileje przed 1454 gdy wchodziły w skład państwa krzyżackiego. Jedynie Elbląg, Tczew, Frombork, Chojnice, Braniewo i Hel były jedynymi w dawnej Polsce, które przejęły prawo lubeckie, a nie magdeburskie. Były też miastami jednolicie niemieckimi i zostały przyjęte do Królestwa jako miasta Związku Pruskiego, gdzie stan mieszczański mógł się skutecznie przeciwstawić dominacji szlachty. Inaczej przebiegał model lokacji miast na Mazowszu. Pierwsze miasto tej dzielnicy to Płock, został lokowany na prawie książęcym w 1237. W 1257 Pułtusk i 1298 Łowicz były miastami kościelnymi. Warszawa lokowana w 1300 była również założona na prawie książęcym. W XV wieku lokowano na Mazowszu największą liczbę miast. W sumie na 156 przywilejów lokacyjnych nadanych na Mazowszu do 1791 roku, 36% opierało się na prawie książęcym lub królewskim, 15% na prawie kościelnym, a 49% pochodziło z nadań szlacheckich.
Ukształtowany wówczas wielonarodowościowy charakter miast w Polsce był niezwykle złożony. Miasta położone na Śląsku oraz wybrzeżach Bałtyku były, począwszy od XIII wieku, głównie niemieckojęzyczne, zwłaszcza śląski Wrocław, pomorskie Szczecin, Toruń i Gdańsk. Także miasta średniowiecznej Małopolski miały przeważnie niemiecki charakter. W XIV wieku nie tylko Kraków, ale także Bochnia, Tarnów, Wieliczka, Sącz, Sandomierz, Lublin, Przemyśl i Lwów były skolonizowane przez Niemców. Przedstawiciele tych narodów kolejno pełnili funkcje starszych cechowych i zasiadali w radach miejskich. W tym też okresie wielkopolskie miasta położone w pobliżu sąsiedztwa Niemiec były przeważnie polskie. W XVI wieku, gdy Kraków zaczął przyjmować polski charakter, Poznań dostał się pod wpływy reformacji i stawiał pierwsze kroki na drodze do germanizacji. We Lwowie ograniczenie praw obywatelskich do wyznawców religii rzymskokatolickiej stało się kierunkiem do przyswojenia kultury polskiej.
W Polsce lokowano miasta m.in. na prawach:
- magdeburskim (ius municipale magdeburgense), znanym też jako prawo niemieckie – prawo stworzone w Magdeburgu, jedno z najczęściej używanych przez polskie miasta (pierwszym miastem na terenie dzisiejszej Polski, które przyjęło prawa magdeburskie była Złotoryja), rządziły się nim głównie miasta w Brandenburgii, Saksonii, Małopolsce i Rusi Czerwonej
Podstawą kodyfikacją prawa magdeburskiego był tzw. Weichbild magdeburski (Ius municipale), który był przeróbką Zwierciadła Saskiego. W Polsce najczęściej korzystano z tzw. Wulgaty, czyli oryginału niemieckiego, lub wersji Konrada z Opola powstałej dla mieszczan krakowskich w XIV w.
Użycie praw magdeburskich przez inne miasta przyczyniło się do wzrostu znaczenia Magdeburga, bo inne miasta traktowały go jako wyższą instancję w trudnych przypadkach. Zbiór tak zwanych pytań brandenburskich zawiera około 1400 zapytań.
Prawa magdeburskie były przetłumaczone na łacinę w 1506 przez kanclerza Jana Łaskiego, natomiast na język polski w 1581 przez syndyka lwowskiego P. Szczerbica.
- lubeckim – niemieckie prawo lokacyjne, obok prawa magdeburskiego najbardziej rozpowszechnione, wzorowane na prawie Lubeki, stanowiło wzór prawno-organizacyjny dla ponad 140 miast, od Hamburga po Rygę, położonych wzdłuż południowego wybrzeża Bałtyku i na przyległych terenach, przyjmowały je głównie miasta związane ze Związkiem Hanzeatyckim, m.in. Stargard, Gdańsk, Elbląg, Braniewo oraz Frombork.
- średzkim – odmiana prawa magdeburskiego powstała około 1210 w Środzie Śląskiej zatwierdzona przez Henryka I Brodatego. Była to kompilacja elementów prawa magdeburskiego i flamandzkiego dostosowująca je do śląskich realiów. Do głównych różnic należało sprawowanie władzy w mieście przez sołtysa lub wójta z ławnikami, przy czym stanowisko wójta i sołtysa było dziedziczne. Nie mogli oni sądzić niektórych rodzajów przestępstw, które były zarezerwowane dla sędziów państwowych. Znaczenie prawa średzkiego zmalało po powołaniu przez Kazimierza Wielkiego Sądu Wyższego Prawa Niemieckiego na zamku krakowskim na Wawelu.
- chełmińskim – odmiana prawa magdeburskiego powstała około 1233 w Chełmnie, używana głównie na Pomorzu, Prusach, Mazowszu, Warmii, i Podlasiu. Na skutek zarządzenia Kazimierza Jagiellończyka od 1476 obowiązywało wszystkich mieszkańców Prus Królewskich (także szlachtę). Nie uzgodniono oficjalnej kodyfikacji, za to posługiwano się licznymi projektami kodyfikacji wydanymi drukiem. Od 1459 r. rolę sądu wyższego dla miast na prawie chełmińskim pełniła Rada Miasta Toruń.
- kaliskim (ius Calisiense) – lokalna odmiana prawa średzkiego wzorowana na przywileju lokacyjnym Kalisza i stosowana we wschodniej Wielkopolsce.
- poznańskim (ius Posnaniense) – lokalna odmiana prawa magdeburskiego wzorowana na przywileju lokacyjnym Poznania z 1253 i stosowana w zachodniej Wielkopolsce.
- prywatnym Jana Cervusa Tucholczyka – opracowane w 1531, było oparte na Statucie Łaskiego. Była to próba spolonizowania praw miejskich podjęta przez profesorów Akademii Krakowskiej. W późniejszych wydaniach znalazły się dodatki na temat prawa rzymskiego i kanonicznego.
- flamandzkim – wzorowane na prawie niemieckim, nadawane kolonistom flamandzkim, holenderskim oraz frankońskim, lokowane na nim były Racibórz, Nysa oraz sporadycznie inne miasta na Śląsku.

### Obywatelstwo miejskie
Do korzystania z pełni praw wynikających z prawa miejskiego od średniowiecza do XVIII w. uprawnieni byli tylko wolni obywatele (łac. cives). Obywatelstwo miejskie nadawano zgodnie z zasadami ujętymi w wilkierzach, ordynacjach rady miasta oraz edyktach.
Jako warunki stawiano m.in. urodzenie z legalnego związku, przedstawienie władzom miejskim dwóch zamożnych miejscowych popleczników oraz złożenie uroczystego zobowiązania do przestrzegania obowiązujących praw i stosowania się do rozporządzeń władz miejskich. Przepisy miejskie w zależności od tradycji nakazywały również w określonym terminie nabycie w mieście nieruchomości oraz uiszczenie stosownych opłat do kasy miejskiej. Od końca XVI wieku w Polsce warunkiem uzyskania przyjęcia do prawa miejskiego było również wyznawanie religii rzymskokatolickiej (z wyjątkiem Prus Królewskich, gdzie największe miasta były luterańskie). Osoba, która uzyskała akceptację władz miejskich, była odnotowywana w księdze przyjęć do prawa miejskiego (łac. album civile).
Uzyskanie przyjęcia do prawa miejskiego umożliwiało wolne prowadzenie działalności gospodarczej, dawało czynne i bierne prawo wyborcze do władz miejskich, umożliwiało członkostwo w bractwach kupieckich i cechach rzemieślniczych. Z prawa tego najczęściej wyłączano rządzących się odrębnymi prawami żydów, a także chrześcijańskich duchownych. Również nie był zaliczany do pocztu obywateli miasta mieszkający w nich, ale nieposiadający praw plebs. W Polsce ludność pochodzenia ruskiego mogła się starać o przyjęcie do prawa miejskiego dopiero po 1724 roku.